# Mike, Lu et Og
Mike, Lu & Og est une série télévisée d'animation américaine en 26 épisodes de 25 minutes, créée par Chuck Swenson à Kinofilm Studios, et diffusée entre le 7 mai 1999 et le 27 mai 2001 sur Cartoon Network.
En France, la série a été diffusée fin d'année 1999. par la suite, elle a été rediffusée à partir du 1er août 2005 sur Cartoon Network et de 2007 à 2010 sur Boomerang. Au Québec, elle a été diffusée sur Télétoon.

## Synopsis
Mike est une petite new-yorkaise envoyée dans une île tropicale dans le cadre d'un échange scolaire. Naufragée sur cette île inconnue et reculée, elle découvre que les habitants sont des descendants de britanniques. L'île est appelée Albonquetine, d'après l'un de ses fondateurs, Joshua Wendell Albonquetine. La série est sans doute basée sur la vie réelle de la population des Îles Pitcairn. Au fur et à mesure des épisodes, Mike tente, à l'aide d'un ami de l'île Og, de faire connaître à ce peuple les technologies avancées de la civilisation active.

## Personnages
- Mike : (surnom pour Michelene) native de Manhattan, apprécie certains points de l'île mais, en revanche, manque cruellement des bienfaits de la technologie, de son école et, révélé dans certains épisodes, de sa vie à New York. Heureusement, Og est capable recréer certaines choses que Mike avait connu aux États-Unis.

- Lu : la princesse fictive qu'elle rêve d'être et la cousine d'Og, caractérisée par sa nature arrogante et colérique. Elle exploite sans discontinue Mike, Og, et sa petite tortue, Lancelot. Elle a pour habitude d'agacer tout le monde, mais elle apprend une leçon d'humilité à la fin de chaque épisode.

- Og  : un natif d'Albonquetine âgé de 7 ans et le cousin de Lu, possédant une capacité intellectuelle surprenante. Ces inventions sont quelque part les résultats tragiques de chaque épisode. Il est l'ami proche de trois animaux; un cochon, une chèvre et un porc-epic qui partagent la parole et la philosophie. Ensemble, ils forment une sorte de petit groupe. Og apprécie les nouvelles choses.

## Distribution
- Nika Futterman : Mike
- Nancy Cartwright : Lu
- Dee Bradley Baker : Og, Chèvre
- Kath Soucie : Margery, Cochon
- Martin Rayner : Alfred, Porc-Epic
- S. Scott Bullock : Wendell, Baggis
- Corey Burton : Old Queeks
- Brian George : Capitaine, Haggis
- Alison Larkin : Hermione

## Épisodes

### Première saison (1999-2000)
1. Télé-naufragé / Les Rollers en folie (The Tube / Roller Madness)
2. L'île du Base-Ball / Enquête à l'heure du thé (Sultans of Swat / Tea for Three)
3. On a perdu Lancelot ! / Les hélices de l'île (Losing Lancelot / Buzz Cut)
4. La marche des éléphants / Mon ami le cocotier (Elephant Walk / Palm Pet)
5. Pirates des berniques / Jeux de mecs (Yo Ho Who / A Boy's Game)
6. Les fous du volcan / Marathon sur l'île (Whole Lotta Shakin' / Mother of All Marathons)
7. Défilé de l'île / Les esprits s'opposent ! (Hot Couture / Opposites Attack)
8. N'est pas médium qui veut ! / Ca rame sur l'île ! (Scopin' It Out / Good Ship Bad)
9. A chacun son duplex ! / Partie de chasse (High Rise / The Great Snipe Hunt)
10. La fièvre des bombes Juju / Tortues au menu (JuJu Bombs / Turtle Stew)
11. Bain de foule / A Bicyclette... (Crowded House / A Bicycle Built For Me)
12. Rituel du nez / Okay corail (Nobody's Nose / Scuba Dooby Doo)
13. Papillons et éléphants / Gros Rhume (High Camp / Sneeze Please)

### Deuxième saison (2001)
1. Rentrée des naufragés / Qui gouvernera l'île ? (A Learning Experience / We the People)
2. Echanges monétaires / Un perroquet bien bavard (Money / Repeat After Me)
3. Merci ou pas ? / Hot-dogs à gogo ! (Thanks, But No Thanks / Hot Dog)
4. Sables émouvants / La fête des naufragés (That Sinking Feeling / Founders' Day)
5. L'antidote du géant / La nuit des naufragés vivants (Giant Steps / Night of the Living Ancestors)
6. Pour l'amour de Mike / Nuits de terreur (For the Love of Mike / Sparks)
7. Lancelot le magnifique / Le tournoi des éléphants (Brave Sir Lancelot / The Big Game)
8. La fièvre des chaussures / Pères et tartes (Flustering Footwear Floatsam / Fathers and Pies)
9. Qui a kidnappé Queeks ? / Alfred de la jungle (Who's Got the Queeks / Alfred, Lord of the Jungle)
10. Sa majesté des rideaux / Margery le canard (The King of Curtains / Margery the Duck)
11. Débat pour un sandwich / La fièvre du fitness (A Freduian Split / Fitness Fever)
12. Un chasseur sachant chasser... / Au service de Lu (The Hunter and the Hunted / To Serve Lu)
13. Amitiés et jalousies / La moche au bois dormant (The Three Amigas / Sleeping Ugly)